# Марцинково (Ольштинський повіт)
Марцинково (пол. Marcinkowo, нім. Alt Mertinsdorf) — село в Польщі, у гміні Пурда Ольштинського повіту Вармінсько-Мазурського воєводства.
Населення — 531 особа (2011).
У 1975-1998 роках село належало до Ольштинського воєводства.

## Демографія
Демографічна структура станом на 31 березня 2011 року:
|          | Загалом | Допрацездатний вік | Працездатний вік | Постпрацездатний вік |
| -------- | ------- | ------------------ | ---------------- | -------------------- |
| Чоловіки | 256     | 49                 | 186              | 21                   |
| Жінки    | 275     | 53                 | 164              | 58                   |
| Разом    | 531     | 102                | 350              | 79                   |